# Руис, Родриго
Родриго Патрисио Руис де Барбьери (исп. Rodrigo Patricio Ruiz de Barbieri; 10 мая 1972, Сантьяго, Чили) — чилийский футболист, нападающий известный по выступлениям за «Эстудиантес Текос», «Сантос Лагуна» и сборной Чили.

## Клубная карьера
Руис выпускник футбольной академии клуба «Унион Эспаньола». В 1992 году он дебютировал за основную команду в чилийской Примере. В год дебюта Родриго помог клубу завоевать Кубок Чили, а через год повторил успех. В 1994 году Руис дебютировал за «Унион» в Кубке Либертадорес. Летом того же года он переехал в Мексику, где заключил контракт с «Пуэблой». 4 сентября в поединке против «Некаксы» Родриго дебютировал в мексиканской Примере. Уже в следующем туре в поединке против «Коррекаминос» он забил свой первый гол.
В 1996 году Руси перешёл в «Торос Неса». В новом клубе он отыграл три с половиной сезона и помог команде добиться победы в турнире Верано 1997 года. Весной 2000 года Родриго подписал контракт с клубом «Сантос Лагуна». Он быстро завоевал место в основе и уже в дебютном сезоне помог «Лагуне» занять второе место в чемпионате. В 2004 году Руис стал чемпионом Мексики и дебютировал с клубом в Кубке Либертадорес. В мае 2005 года он вместе в парагвайцами Дарио Вероном и Хосе Кардосо выступал за «Пачуку» на правах аренды. За семь лет проведенные в клубе Родриго стал одним из лучших бомбардиров в его истории. Особенно запомнился его атакующий дуэт с Харедом Борхетти.
В январе 2007 года Руис перешёл в «Эстудиантес Текос». Он быстро стал лидером команды. Весной 2008 года Родриго выступал на правах аренды за «Веракрус». В 2010 году Руис стал лучшим бомбардиром. Летом 2010 году в возрасте 38 лет он вернулся в «Сантос Лагуна». В клубе он провел один сезон и не забил ни одного гола в 25 матчах. В декабре того же года Руис вновь перешёл в «Эстудиантес Текос».

## Международная карьера
В 1993 году Руис дебютировал за сборную Чили. В 1995 году он был включен в заявку национальной команды на Кубок Америки в Уругвае. На турнире Родриго вышел на поле только в одной встрече. За сборную Руис сыграл 7 матчей и забил 1 гол.

## Достижения
«Унион Эспаньола»
- Обладатель Кубка Чили — 1992
- Обладатель Кубка Чили — 1993

 «Торос Неса»
- Чемпионат Мексики по футболу — Верано 1997

 «Сантос Лагуна»
- Чемпионат Мексики по футболу — Верано 2001